# The Porter (sèrie de TV)
The Porter és una sèrie dramàtica canadenca de televisió que es va estrenar a CBC Television el 21 de febrer de 2022.

## Argument
La sèrie descriu la història dels homes negres canadencs o afroamericans que van treballar com a portamaletes dels vagons-llit durant el període posterior a la Primera Guerra Mundial, i que va dur a la creació l'any 1925 de la Germandat dels Porters de cotxes-llit com el primer sindicat liderat per negres.

## Repartiment
- Aml Ameen com a Junior Massey, un portamaletes del ferrocarril transcontinental;
- Ronnie Rowe Jr. com a Zeke Garrett, un porter i company de guerra de Junior;
- Mouna Traoré com a Marlene Massey, una treballadora de les infermeres de la Creu Negra;
- Alfre Woodard com a Fay, propietari d'una empresa de Mont-real;
- Oluniké Adeliyi com a Queenie, una poderosa cap del crim de Chicago;
- Loren Lott com a Lucy, una cantant i ballarina;
- Djouliet Amara com a Corrine;
- Arnold Pinnock com a Glenford;
- Bruce Ramsay com Dinger, el revisor del tren;
- Jahron Wilson com a Teddy Massey, fill de Junior i Marlene.

## Episodis
| Núm. | Títol           | Direcció                                                                                                  | Guió                 | Data d'emissió original |
| ---- | --------------- | --- | -------------------- | ----------------------- |
| 1    | Charles Officer | Annmarie Morais and Aubrey Nealon                                                                         | 21 de febrer de 2022 |                         |
| 2    | Charles Officer | Història de : Aubrey Nealon & Bruce Ramsay & Arnold Pinnock and Annmarie Morais Guió de : Annmarie Morais | 28 de febrer de 2022 |                         |
| 3    | R.T. Thorne     | Annmarie Morais                                                                                           | 7 de març de 2022    |                         |
| 4    | R.T. Thorne     | Marsha Greene                                                                                             | 14 de març de 2022   |                         |
| 5    | Charles Officer | Andrew Burrows-Trotman                                                                                    | 21 de març de 2022   |                         |
| 6    | Charles Officer | Priscilla M. White                                                                                        | 28 de març de 2022   |                         |
| 7    | R.T. Thorne     | Bruce Ramsay & Arnold Pinnock                                                                             | 4 d'abril de 2022    |                         |
| 8    | R.T. Thorne     | Marsha Greene                                                                                             | 11 d'abril de 2022   |                         |

## Producció

### Desenvolupament
El 10 de desembre de 2020, CBC Television i BET+ van anunciar que col·laborarien en la creació d'una sèrie sobre un grup de treballadors ferroviaris que van formar el primer sindicat liderat per negres. La sèrie d'Inferno Picture i Sienna Films va ser creada per Arnold Pinnock i Bruce Ramsay, amb la participació d'Annmarie Morais, Marsha Greene, Charles Officer i RT Thorne com a productors, amb Officer i Thorne també dirigint-ne episodis. La sèrie està escrita per Morais, Greene, Andrew Burrows-Trotman, Priscilla White, Pinnock i Ramsay, amb RT Thorne també participant-hi. El rodatge va tenir lloc principalment a Winnipeg, Manitoba, Canadà, entre juny i setembre de 2021.

### Càsting
A l'abril de 2021, CBC i BET+ van anunciar que el repartiment principal estava previst per incloure Aml Ameen, Ronnie Rowe Jr. i Mouna Traoré. Al juny, Oluniké Adeliyi i Loren Lott es van unir al repartiment, amb els creadors Arnold Pinnock i Bruce Ramsay també assumint alguns dels papers habituals de la sèrie. El juliol de 2021 es va anunciar que Alfre Woodard s'uniria al repartiment en un paper recurrent.
Thorne va declarar que hi havia "tant de talent increïble arreu d'aquest país" a partir del qual trobar el repartiment per a la sèrie.

## Estrena
A més de la CBC, la sèrie es va estrenar als Estats Units el 5 de maig de 2022 a BET+.

## Recepció
Després de l'emissió del primer episodi, una crítica a The Globe and Mail va declarar que la sèrie "és gran televisió... amb personatges convincents i plens d'emoció" i es va referir a ella com "una sèrie sexy".